# Котоньский, Влодзимеж
Влодзимеж Котоньский (пол. Włodzimierz Kotoński; 23 августа 1925, Варшава — 4 сентября 2014) — польский композитор и музыковед.

## Биография
Окончил Варшавскую консерваторию (1951) у Петра Рытеля и Тадеуша Шелиговского. В 1950-е годы изучал музыкальный фольклор Южной Польши, затем много занимался электронной музыкой. В 1974—1976 гг. главный музыкальный редактор Польского радио. Опубликовал монографии «Ударные инструменты в современном оркестре» (пол. Instrumenty perkusyjne we współczesnej orkiestrze; 1963, переводы на английский, немецкий и венгерский) и «Электронная музыка» (пол. Muzyka elektroniczna; 1989), а также «Словарь современных ударных инструментов» (пол. Leksykon współczesnej perkusji; 1989). Автор симфонических, вокальных, камерных (особенно различные духовые составы) сочинений.
Среди его учеников были Кшиштоф Книттель, Станислав Крупович, Ханна Куленти и Павел Шиманский.